# Джон Крізі
Джон Крізі (англ. John Creasey) — англійський письменник детективного жанру. Він є засновником Асоціації письменників детективного жанру Великої Британії в 1953 році. За творче життя Крізі написав понад 600 книг під більш ніж 10 різними псевдонімами, писав по 30—40 книг щорічно. Кожна з цих книг разюче відрізнялася від наступної. Ці твори були об'єднані в такі серії, як «Гідеон зі Скотленд-Ярду» (28 романів), «Тофф» (68), «Барон» (62), «Вест» (67) тощо. Його книги розійшлися накладом понад 80 мільйонів примірників у більш ніж 100 країнах 29-ма мовами.
У 1962 році йому присуджено премію Едгара Алана По у номінації «Найкращий роман», а потім — у номінації Grand Master у 1969 році.
Твори Крізі були масово екранізовані на телебаченні («Шлях Барона і Гідеона»), їх було покладено в основу радіосеріалів і художніх фільмів («Салютувати Тоффу» 1952, «Молоток» 1952, «Кіт і мишка» 1958 і «День Гідеона» 1958), які стали тоді популярними в світі.
Особисте життя Джона Крізі було настільки ж різноманітним, як і його професійне життя. Він був одружений чотири рази. П'ять разів балотувався до парламенту. У той час, коли він був парламентарієм, йому все ще вдавалося продавати понад 1 млн книг на рік.

## Біографія
Народився в Саутфілдсі (Southfields), графство Суррей, у сім'ї робітника. Він був сьомим із дев'яти дітей Рут і Джозефа Крізі, бідного майстра вагонів. Крізі здобув освіту в початковій школі Фулгема і школі Слоун, обидві в Лондоні. З 1923 по 1935 рік він працював на різних канцелярських, заводських і торгових посадах, намагаючись зарекомендувати себе як письменник. Після низки відмов перша книга Крізі була опублікована в 1930 році. Його перший кримінальний роман «Сім разів по сім» був опублікований у січні 1932 року видавництвом «Мелроуз». Це була історія про банду злочинців. У 1935 році став вільним письменником. Тільки в 1937 році вийшло 29 його книг. Феноменально швидкий письменник, він якось припустив, що його можна закрити в скляній коробці й він напише там цілу книгу. У Крізі було стільки ж видавців, скільки псевдонімів. Він використав їх 27, серед яких найуспішнішими були Дж. Дж. Меррік, Джеремі Йорк, Гордон Еш і Ентоні Мортон.
У 1938 році він створив персонажа «Тофф», який з'явився у першому романі «Познайомтеся з Тоффом». Серія Тоффа тривала 59 романів із 1938 по 1978 рік. «Тофф», Річард Роллісон, є аристократом і шукачем-аматором («Тофф» — британський сленговий вираз для аристократа).
Під час Другої світової війни він створив персонажа доктора Станіслава Александра Палфрі, агента британської секретної служби, який утворює Z5, таємну підпільну групу, яка зобов'язана своєю вірністю союзникам. Першим романом із серії 34 книг про доктора Палфрі був «Доля зрадника», опублікований у 1942 році, а останнім — «Вихор» у 1979 році.
У 1962 році Крізі отримав премію Едгара По за найкращий роман від Товариства письменників детективного жанру Америки за «Вогонь Гідеона», написаний під псевдонімом Дж. Джей Маррік. У 1969 році він отримав найбільшу нагороду цієї організації — Великого магістра. У 1966 році він був президентом цієї організації один термін, ставши одним із трьох неамериканських письменників, удостоєних такої честі.
Крізі був відданим членом ліберальної партії, хоча пізніше й став незалежним політиком. Він сказав, що організовував зустрічі лібералів на вулицях з 12 років. Під час загальних виборів 1945 року Крізі був головою місцевої організації ліберальної партії в Борнмуті, де його публічні та письменницькі навички допомогли лібералам отримати нетипове друге місце. Він був прийнятий як потенційний кандидат у депутати від Борнмут-Західного округу в 1946 році і виступив на асамблеї ліберальної партії у 1947 році, яка проходила в Борнмуті. Він боровся на загальних виборах 1950 року, ставши третім. Протягом 1950-х років він ставав все більш незадоволеним партією, і настільки не погоджувався з політикою партії щодо Суецької кризи, що відмовився від членства. Однак після успіху на проміжних виборах в Орпінгтоні 1962 року та враження від лідерства Джо Грімонда у партії він, здавалося, відновив свою ліберальну діяльність. Однак у січні 1966 року він заснував Всепартійний альянс, групу тиску, яка прагнула об'єднати найкращих людей з усіх партій. Платформа Всепартійного альянсу була заснована на управлінні промисловістю радами, що складаються з робітників, менеджерів, інвесторів та уряду, щоб уникнути промислових дій з метою зрештою скасувати податок на прибуток.
Крізі боровся на проміжних виборах як незалежний на підтримку цієї ідеї в 1967 році в Нанітоні, Брірлі-Гіллі та Манчестер-Гортоні. Він також боровся з Олдхемом Вестом під час проміжних виборів у червні 1968 року. Він добре впорався з системою «перший-за-пост», маючи обмежені ресурси та часто мало часу для кампанії. У 1972 році він перезапустив Всепартійний альянс як Еволюція до демократії, що об'єднався з «Організацією» Коліна Кемпіону, партією з Йоркширу, яка виступала за створення коаліційних урядів на основі пропорції голосів, поданих за кожну партію, щоб сформувати «Незалежний демократичний альянс», який незабаром зник після смерті Крізі.
Джон Крізі знявся у фільмі «Погляньте на життя» «Я протестую!» де він збирав підписи під петицією про лобіювання уряду щодо вжиття заходів проти кількості загиблих внаслідок дорожньо-транспортних пригод.
Він був нагороджений Орденом Британської імперії (MBE) за заслуги в Національному неміністерському департаменті заощаджень та інвестицій Сполученого Королівства під час Другої світової війни.

## Твори

### Серія командера Джорджа Гідеона (випущена під псевдонімом «Дж. Дж. Маррік»)
- Gideon's Day[en] (День Гідеона) 1955;
- Gideon's Week (Тиждень Гідеона) (1956);
- Gideon's Night (Ніч Гідеона) (1957);
- Gideon's Month (Місяць Гідеона) (1958);
- Gideon's Staff (Посох Гідеона) (1959);
- Gideon's Risk (Ризик Гідеона) (1960);
- Gideon's Fire (Вогонь Гідеона) (1961) (отримав премію Едгара По);
- Gideon's March (Похід Гідеона) (1962);
- Gideon's Ride (Поїздка Гідеона) (1963);
- Gideon's Vote (Голосування Гідеона) (1964);
- Gideon's Lot (Доля Гідеона)(1965);
- Gideon's Badge (Знак Гідеона) (1966);
- Gideon's Wrath[en] (Гнів Гідеона) (1967);
- Gideon's River (Річка Гідеона) (1968);
- Gideon's Power (Сила Гідеона) (1969);
- Gideon's Sport (Спорт Гідеона) (1970);
- Gideon's Art (Мистецтво Гідеона) (1971);
- Gideon's Men (Людина Гідеона) (1972);
- Gideon's Press (Преса Гідеона) (1973);
- Gideon's Fog (Туман Гідеона) (1975);
- Gideon's Drive (Дорога Гідеона) (1976);

По смерті Крізі серію 5-ма романами продовжив під цим же псевдонімом Вільям В. Батлер

### Серія доктора Палфрі
- Traitor's Doom (Приреченість зрадника) (1942);
- The Valley of Fear (Долина жаху) (1943);
- Dangerous Quest (Небезпечний квест) (1944);
- Death in the Rising Sun (Смерть під час восходу сонця) (1945);
- The Hounds of Vengeance (Собаки помсти) (1945);
- Shadow of Doom (Тінь долі) (1946)
- The House of the Bears (Будинок ведмедів) (1946)
- Dark Harvest (Темний урожай) (1947)
- The Wings of Peace (Крила миру) (1948)
- The Sons of Satan (Сини сатани) (1948)
- The Dawn of Darkness (Світанок темряви) (1949)
- The League of Light (Ліга світла) (1949)
- The Man Who Shook the World (Людина, яка шокувала світ) (1950)
- The Prophet of Fire (Пророк вогню) (1951)
- The Children of Hate (Діти ненависті) (1952)
- The Touch of Death (Доторк смерті) (1954)
- The Mists of Fear (Тумани страху) (1955)
- The Flood (Повінь) (1956)
- The Plague of Silence (Чума тиші) (1958)
- The Drought (Посуха) (1959)
- The Terror (Терор) (1962)
- The Depths (Глибини) (1963)
- The Sleep (Сон) (1964)
- The Inferno (Пекло) (1965)
- The Famine (Голод) (1967)
- The Blight (Погибель) (1968)
- The Oasis (Оаза) (1970)
- The Smog (Смог) (1970)
- The Unbegotten (Непочатий) (1971)
- The Insulators (Ізолятори) (1972)
- The Voiceless Ones (Безголосі) (1973)
- The Thunder-Maker (Громовержець) (1976)
- The Whirlwind (Вихор) (1979)

### Серія Брюса Мердока (написана під псевдонімом Норман Дін)
- Secret Errand (Таємне доручення) (1939)
- Dangerous Journey (Небезпечна подорож) (1939)
- Unknown Mission (Невідома місія) (1940)
- The Withered Man (Зів'яла людина) (1940)
- I Am the Withered Man (Я зів'яла людина) (1941)
- Where Is the Withered Man? (Де зів'яла людина) (1942)

### Романи про департамент Зет
- The Death Miser (Скупий на смерть) (1932)
- Redhead (Руда) (1934)
- First Came a Murder (Першим прийшло вбивство) (1934)
- Death Round the Corner (Смерть за рогом) (1935)
- The Mark of the Crescent (Знак півмісяця) (1936)
- Thunder in Europe (Грім в Європі) (1936)
- The Terror Trap (Пастка терору) (1936)
- Carriers of Death (Носії смерті) (1937)
- Days of Danger (Дні небезпеки) (1937)
- Death Stands By (Смерть стоїть поруч) (1938)
- Menace! (Загроза!) (1938)
- Murder Must Wait (Вбивство має почекати) (1939)
- Panic! (Паніка!) (1939)
- Death by Night (Смерть вночі) (1940)
- The Island of Peril (Острів небезпеки) (1940)
- Sabotage (Саботаж) (1941)
- Go Away Death (Геть смерть) (1941)
- The Day of Disaster (День катастрофи) (1942)
- Prepare for Action (Підготуйтеся до дії) (1942)
- No Darker Crime (Жодного темного злочину) (1943)
- Dark Peril (Темна небезпека) (1944)
- The Peril Ahead (Небезпека попереду) (1946)
- The League of Dark Men (Ліга темних людей) (1947)
- The Department of Death (Відділ смерті) (1949)
- The Enemy Within (Внутрішній ворог) (1950)
- Dead or Alive (Мертвий або живий) (1951)
- A Kind of Prisoner (Свого роду в'язень) (1954)
- The Black Spiders (Чорні павуки) (1957)

### Романи з доктором Селліні (під псевдонімом Майкл Голлідей)
- Cunning As a Fox (Хитра як лисиця) (1965)
- Wicked As the Devil (Злий як диявол) (1966)
- Sly As a Serpent (Хитрий як змій) (1967)
- Cruel As a Cat (Жорстокий як кіт) (1968)
- Too Good to Be True (Занадто добре, щоб бути правдою) (1969)
- A Period of Evil (Період зла) (1970)
- As Lonely As the Damned (Самотні як прокляті) (1971)
- As Empty As Hate (Порожній як ненависть) (1972)
- As Merry As Hell (Веселий як пекло) (1973)
- This Man Did I Kill? (Цього чоловіка я вбив?) (1974)
- The Man Who Was Not Himself (Людина, яка не була собою) (1976)

### Серія Фейн Бразерс (як Майкл Голлідей)
- Take a Body (Візьміть тіло) (1951)
- The Lame Dog Murder (Вбивство кульгавого пса) (1952)
- Murder in the Stars (Вбивство на зірках) (1953)
- Man on the Run (Людина в бігах) (1953)

### Серія інспектора Веста
- Inspector West Takes Charge (Інспектор Вест бере на себе справу) (1942)
- Inspector West Leaves Town (Інспектор Вест покидає місто) (1943)
- Inspector West at Home (Інспектор Вест вдома) (1944)
- Inspector West Regrets (Інспектор Вест шкодує) (1945)
- Holiday for Inspector West (Свято для інспектора Веста) (1946)
- Battle for Inspector West (Битва за інспектора Веста) (1948)
- Triumph for Inspector West (Тріумф інспектора Веста) (1948)
- Inspector West Kicks Off (Інспектор Вест починає) (1949)
- Inspector West Alone (Інспектор Вест самотній) (1950)
- Inspector West Cries Wolf (Інспектор Вест виє як вовк) (1950)
- A Case for Inspector West (Справа інспектора Веста) (1950)
- Puzzle for Inspector West (Головоломка для інспектора Веста) (1951)
- Inspector West at Bay (Інспектор Вес у затоці) (1952)
- Gun for Inspector West (Пістолет для інспектора Веста) (1954)
- Send Inspector West (Надіслати інспектору Весту) (1954)
- A Beauty for Inspector West (Красуня для інспектора Веста) (1955)
- Inspector West Makes Haste (Інспектор Вест поспішає) (1955)
- Two for Inspector West (Двоє для інспектора Веста) (1955)
- Parcels for Inspector West (Посилки для інспектора Веста) (1956)
- A Prince for Inspector West (Принц для інспектора Веста) (1956)
- Accident for Inspector West (Нещасний випадок для інспектора Веста) (1957)
- Find Inspector West (Знайдіть інспектора Веста) (1957)
- Murder, London - New York (Вбивство, Лондон - Нью-Йорк) (1958)
- Strike for Death (Удар на смерть) (1958)
- Death of a Racehorse (Смерть скакового коня) (1959)
- The Case of the Innocent Victims (Справа невинних жертв) (1959)
- Murder on the Line (Вбивство на лінії) (1960)
- Death in Cold Print (Смерть у холодному друку) (1961)
- The Scene of the Crime (Сцена злочину) (1961)
- Policeman's Dread (Страх поліцейського) (1962)
- Hang the Little Man (Повісьте маленького) (1963)
- Look Three Ways at Murder (Подивіться на вбивство з трьох сторін) (1964)
- Murder, London - Australia (Вбивство, Лондон-Австралія) (1965)
- Murder, London - South Africa (Вбивство, Лондон - Південна Африка) (1966)
- The Executioners (Кати) (1967)
- So Young to Burn (Такий молодий, щоб згоріти) (1968)
- Murder, London - Miami (Вбивство, Лондон - Маямі) (1969)
- A Part for a Policeman (Частина для поліцейського) (1970)
- Alibi (Алібі) (1971)
- A Splinter of Glass (Осколок скла) (1972)
- The Theft of Magna Carta (Крадіжка Великої хартії вольностей) (1973)
- The Extortioners (Здирники) (1974)
- A Sharp Rise in Crime (Різке зростання злочинності) (1978)

### Серія Марка Кілбі (під псевдонімом Роберт Кейн Фрезер)
- Mark Kilby Solves a Murder (Марк Кілбі розкриває вбивство) (1959)
- Mark Kilby and the Secret Syndicate (Марк Кілбі та таємний синдикат ) (1960)
- Mark Kilby and the Miami Mob (Марк Кілбі та банда Маямі) (1960)
- The Hollywood Hoax (Голлівудська містифікація) (1961)
- Mark Kilby Takes a Risk (Марк Кілбі ризикує) (1962)
- Mark Kilby Stands Alone (Марк Кілбі самотній) (1962)

### Серія Патріка Довліша (під псевдонімом Гордон Еш)
- Death on Demand (Смерть на вимогу) (1939)
- The Speaker (Доповідач) (1939)
- Terror by Day (Терор удень) (1940)
- Secret Murder (Секретне вбивство) (1940)
- Ware Danger (Небезпека посуду) (1941)
- Murder Most Foul (Вбивство більше ніж фол) (1942)
- There Goes Death (Там йде смерть) (1942)
- Death in High Places (Смерть на височині) (1942)
- Death in Flames (Смерть у вогні) (1943)
- Two Men Missing (Двоє чоловіків зникли безвісти) (1943)
- Rogues Rampant (Розгул розгулу) (1944)
- Death on the Move (Смерть на ходу) (1945)
- Invitation to Adventure (Запрошення до пригод) (1945)
- Here Is Danger (Ось небезпека) (1946)
- Give Me Murder (Подаруй мені вбивство) (1947)
- Murder Too Late (Вбивство занадто пізно) (1947)
- Dark Mystery (Темна таємниця) (1948)
- Engagement with Death (Заручини зі смертю) (1948)
- A Puzzle in Pearls (Головоломка в перлинах) (1949)
- Kill or Be Killed (Вбити або бути вбитим) (1949)
- The Dark Circle (Темне коло) (1950)
- Murder with Mushrooms (Вбивство з грибами) (1950)
- Death in Diamonds (Смерть в алмазах) (1951)
- Missing or Dead? (Зниклий чи мертвий?) (1951)
- Death in a Hurry (Смерть у поспіху) (1952)
- The Long Search (Довгий пошук) (1953)
- Sleepy Death (Спляча смерть) (1953)
- Double for Death (Подвійний для смерті) (1954)
- Death in the Trees (Смерть на деревах) (1954)
- The Kidnapped Child (Викрадене дитя) (1955)
- Day of Fear (День страху) (1956)
- Wait for Death (Очікування смерті) (1957)
- Come Home to Death (Повернись додому до смерті) (1958)
- Elope to Death (Втеча до смерті) (1959)
- Don't Let Him Kill (Не дозволяйте йому вбивати) (1960)
- The Crime Haters (Ненависники злочину) (1961)
- Rogues Ransom (Викуп розбійників) (1961)
- Death from Below (Смерть знизу) (1963)
- The Big Call (Важливий дзвінок) (1964)
- A Promise Of Diamonds (Обіцянка діамантів) (1965)
- A Taste of Treasure (Смак скарбу) (1966)
- A Clutch of Coppers (Зчеплення мідяків) (1967)
- A Shadow of Death (Тінь смерті) (1968)
- A Scream of Murder (Крик убивства) (1970)
- A Nest of Traitors (Гніздо зрадників) (1970)
- A Rabble of Rebels (Натовп повстанців) (1971)
- A Life for a Death (Життя заради смерті) (1973)
- A Herald of Doom (Вісник долі) (1974)
- A Blast of Trumpets (Звук труб) (1975)
- A Plague of Demons (Чума демонів) (1976)

### Серія Секстона Блейка
- The Case of the Murdered Financier (Справа вбитого фінансиста) (1937)
- The Great Air Swindle (Велика повітряна афера) (1939)
- The Man from Fleet Street (Чоловік із Фліт-стріт) (1940)